# Sławatycze

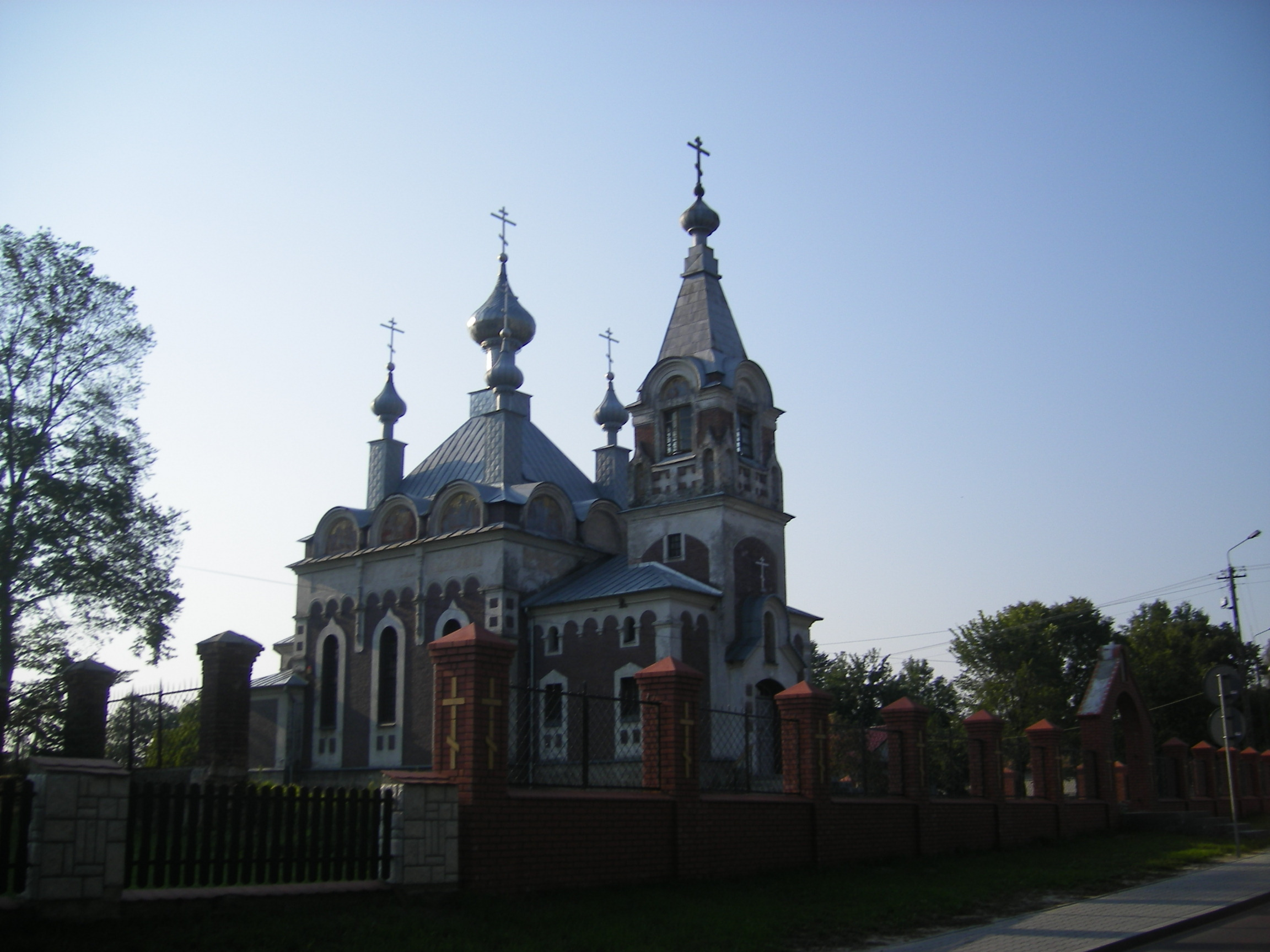
Sławatycze ortodox temploma

Sławatycze – falu Lengyelország Lublini vajdaságának Biała Podlaskai járásában. Biała Podlaskától 57 km-re délkeletre fekszik a Nyugati-Bug nyugati partján a belarusz határnál. Községi (gmina) központ, 2006-ban 2738  lakosa volt. A falutól 2 km-re forgalmas közúti határátkelőhely található Belarusz (Damacsava) felé. A 63-as főút a határátkelőt köti össze Radzyń Podlaskival (68 km), a 816-os út Włodawával (28 km) és Terespollal (34 km) teremt összeköttetést.
A település a 15. században jött létre és 1577-ben már városi jogokat kapott, melyeket 1863-ig (a januári felkelés) bukásáig meg is őrzött. Ortodox temploma a 19. század végén, Rózsafüzéres Szűz Máriának szentelt katolikus temploma 1913-1919 között épült. 1994 óta a Nyugati-Bug partja tájvédelmi körzet ().
A Sławatyczei községhez, melynek területe 71,8 km² és 2007-ben 2908 lakosa volt , 12 település tartozik (Jabłeczna, Krzywowólka, Krzywowólka-Kolonia, Liszna, Mościce Dolne, Nowosiółki, Parośla-Pniski, Sajówka, Sławatycze, Sławatycze-Kolonia, Terebiski, Zańków) .

## Külső hivatkozások
- Hivatalos honlap (lengyelül)